# Макаров, Андрей Юрьевич (невролог)
Андре́й Ю́рьевич Мака́ров (21 января 1931, Казань — 3 июня 2016, Санкт-Петербург) — доктор медицинских наук (1971), профессор (1972), заведующий кафедрой неврологии, медико-социальной экспертизы и реабилитации СПБИУВЭК (1986—2001). Академик евроазиатской академии медицинских наук, Заслуженный врач России, автор трудов по ликворологии и экспертной неврологии.

## Биография
Андрей Юрьевич Макаров родился в Казани, в профессорской семье врачей-педиатров. Со студенческих лет проявил интерес к неврологии и в институте занимался научной работой под руководством заведующего кафедрой неврологии, доктора медицинских наук, профессора Л. И. Оморокова, выпускника Императорской Петербургской Военно-медицинской академии. В 1954 году окончил с отличием лечебный факультет Казанского медицинского института и в 1957 году клиническую ординатуру Ленинградского санитарно-гигиенического медицинского института. Учиться у таких учёных и врачей как Л. И. Омороков, И. Я. Раздольский.
В 1957 году начал работать в Ленинградском НИИ экспертизы трудоспособности и организации труда инвалидов (ЛИЭТИН) старшим научным сотрудником и заведующим лабораторией ВТЭ при нервных болезнях. Работая в ЛИЭТИНе активно совмещал научную деятельность с педагогической с момента создания в 1960 году института специализации врачей-экспертов.
В 1961 году защитил кандидатскую диссертацию под руководством доктора биологических наук Е. А. Селькова «Исследование методом электрофореза белков, липо- и глюкопротеидов спинномозговой жидкости и сыворотки крови и их дифференциально-диагностическое значение при опухолях и воспалительных заболеваниях нервной системы».
В 1971 году защитил докторскую диссертацию «Биогенные амины при некоторых патологических состояниях мозга».
С 1972 года профессор кафедры врачебно-трудовой экспертизы при нервных болезнях, член учёного совета, аттестационной и проблемной комиссии института усовершенствования врачей-экспертов. С 1986 по 1997 годы — заведующий кафедрой неврологии, медико-социальной экспертизы и реабилитации СПбИУВЭКа, а также проректор по учебной и научной работе.
Кафедра неврологии впервые с 1970 года стала осуществлять подготовку врачей для системы ВТЭ (МСЭ) через интернатуру, а с 1972 года — через клиническую ординатуру.
В дальнейшем были разработаны четкие планы и программы обучения на циклах первичной профессиональной переподготовки и повышения квалификации дополнительного профессионального образования по специальностям: неврология, медико-социальная экспертиза, офтальмология, профессиональные болезни, рефлексотерапия.

## Научная школа
Профессор А. Ю. Макаров был членом ряда диссертационных советов, официальным оппонентом множества диссертационных докторских и кандидатских работ, почетным членом Всероссийского общества неврологов и Санкт-Петербургской Ассоциации неврологов.
Под его руководством защищены две докторские и 15 кандидатских диссертаций.

## Научные интересы
Профессором А. Ю. Макаровым была впервые сформулирована концепция интегративной функции спинномозговой жидкости в деятельности нервной системы, что способствовало изучению её значения в патогенезе и саногенезе заболеваний ЦНС, развитию исследований по проблеме ликворотерапии. Результаты исследований вошли в многочисленные диссертационные работы его учеников и ученых всего мира.
Основными направлениями врачебной, научно-исследовательской и педагогической деятельности профессора Макарова охватывают широкий круг вопросов клинической неврологии, ликворологии, нейрохимии, нейрофизиологии, медико-социальной экспертизы и реабилитации больных и инвалидов с патологией нервной системы.
После реорганизации врачебно-трудовой экспертизы в медико-социальную эксперизу с учётом новых приказов и постановлений в 1998 году под редакцией А. Ю. Макарова вышло первое руководство для врачей «Клиническая неврология с основами медико-социальной экспертизы», в работе над которым приняли участие все сотрудники кафедры.

## Научно-практические направления деятельности
- клиническая неврология, актуальные вопросы ВТЭ (МСЭ) при неврологических заболеваниях;
- патология спинного мозга (дискогенные пояснично-крестцовые радикуломиелоишемии, ишемические нарушения спинномозгового кровообращения, сирингомиелия, травма спинного мозга);
- черепно-мозговая травма (клинические, нейрохимические и социальные аспекты);
- нейросаркоидоз;
- ВИЧ-инфекция;
- демиелинизирующие заболевания (клинические и социальные проблемы рассеянного склероза);
- нарколепсия;
- посттравматическая эпилепсия;
- спастическая кривошея (клинико-патогенетические и социальные аспекты);
- аспекты «пустого турецкого седла» и др.

В монографии «Клиническая неврология. Избранное» представлены итоги многолетних исследований автора. Основное внимание уделено актуальным проблемам клиники и диагностики заболеваний и последствий травм нервной системы, в том числе редко встречающимся нозологическим формам. С современных позиций изложены вопросы ликворологии, неврологические основы магнитно-резонансной томографии спинного мозга.